# Die Simpsons/Staffel 5
Die fünfte Staffel der US-amerikanischen Zeichentrickserie Die Simpsons wurde vom 30. September 1993 bis zum 19. Mai 1994 auf dem US-amerikanischen Sender Fox gesendet. Die deutschsprachige Erstausstrahlung sendete der Privatsender ProSieben vom 14. August 1994 bis zum 8. Juli 1995, wobei die zweite Episode der Staffel Am Kap der Angst erst am 2. Oktober 1999 ausgestrahlt wurde.
Die Staffel wurde am 21. Dezember 2004 in den Vereinigten Staaten und am 19. Mai 2005 in Deutschland auf DVD veröffentlicht.

## Episoden
| Nr. (ges.) | Nr. (St.) | Deutscher Titel            | Originaltitel                                                                | Erstausstrahlung (USA) | Deutschsprachige Erstausstrahlung (D) | Regie           | Drehbuch                                                                          | Prodc. |
| --- | --------- | -------------------------- | ---------------------------------------------------------------------------- | ---------------------- | ------------------------------------- | --------------- | --------------------------------------------------------------------------------- | ------ |
| 82 | 1         | Homer und die Sangesbrüder | Homer’s Barbershop Quartet                                                   | 30. Sep. 1993          | 14. Aug. 1994                         | Mark Kirkland   | Jeff Martin                                                                       | 9F21   |
| Homer erzählt über seine Karriere mit dem Barbershop-Quartett Die Überspitzen. |           |                            |                                                                              |                        |                                       |                 |                                                                                   |        |
| 83 | 2         | Am Kap der Angst           | Cape Feare                                                                   | 7. Okt. 1993           | 2. Okt. 1999                          | Rich Moore      | Jon Vitti                                                                         | 9F22   |
| Bart bekommt anonyme Morddrohungen per Post. Als kurz darauf Tingeltangel-Bob auf Bewährung freikommt, gibt das FBI den Simpsons eine neue Identität in einer fremden Stadt. Ihre neue Wohnung wird ein Hausboot. Doch Tingeltangel-Bob ist der Familie beim Umzug gefolgt und versucht in einer Nacht Bart zu töten. Bart kann aus dem im Fluss treibenden Boot nicht entkommen, bittet aber Tingeltangel-Bob als letzten Wunsch die Operette „H.M.S. Pinafore“ zu singen. Währenddessen treibt das Boot auf Springfield zu, wo die Polizei Tingeltangel-Bob festnimmt.                                                     |           |                            |                                                                              |                        |                                       |                 |                                                                                   |        |
| 84 | 3         | Homer an der Uni           | Homer Goes to College                                                        | 14. Okt. 1993          | 1. Apr. 1995                          | Jim Reardon     | Conan O’Brien                                                                     | 1F02   |
| Bei einer unangekündigten Sicherheitsüberprüfung des Kernkraftwerks fällt Homers Inkompetenz den Inspektoren auf. Infolgedessen muss Homer auf die Uni, um seinen Abschluss nachzuholen. Als seine Leistungsfortschritte an der Uni nicht zufriedenstellend sind, muss er Nachhilfe bei einigen „Strebern“ nehmen. Sein Versuch das Leben der Streber aufregender zu gestalten, führt dazu, dass diese von der Uni geworfen werden. Da die Streber auf ein Leben außerhalb der Uni nicht vorbereitet sind, nimmt Homer sie bei sich zu Hause auf, was wiederum Marge, Bart und Lisa missfällt.                               |           |                            |                                                                              |                        |                                       |                 |                                                                                   |        |
| 85 | 4         | Kampf um Bobo              | Rosebud                                                                      | 21. Okt. 1993          | 2. Apr. 1995                          | David Silverman | John Swartzwelder                                                                 | 1F01   |
| Mr. Burns sucht nach seinem verschwundenen Teddy namens Bobo, der bei Maggie wieder auftaucht. Homer versucht daraus viel Geld zu machen, jedoch möchte Maggie zunächst den Teddy nicht wiederhergeben. Später gibt Maggie ihm dennoch den Teddy, wobei Homer leer ausgeht. |           |                            |                                                                              |                        |                                       |                 |                                                                                   |        |
| 86 | 5         | Die Fahrt zur Hölle        | Treehouse of Horror IV                                                       | 28. Okt. 1993          | 8. Apr. 1995                          | David Silverman | Conan O’Brien Bill Oakley Josh Weinstein Greg Daniels Dan McGrath Bill Canterbury | 1F04   |
| Der Teufel und Homer Simpson – Homer verkauft seine Seele für einen Donut. Terror in 1 Meter sechzig Höhe – Ein Gremlin attackiert den Schulbus. Bart Simpsons Dracula – Mr. Burns entpuppt sich als Vampir à la Dracula. |           |                            |                                                                              |                        |                                       |                 |                                                                                   |        |
| 87 | 6         | Die rebellischen Weiber    | Marge on the Lam                                                             | 4. Nov. 1993           | 9. Apr. 1995                          | Mark Kirkland   | Bill Canterbury                                                                   | 1F03   |
| Marge gerät durch ihre neue Nachbarin in eine Verfolgungsjagd à la Thelma und Louise mit der Polizei und Homer, weil sie in einem gestohlenen Auto fahren. |           |                            |                                                                              |                        |                                       |                 |                                                                                   |        |
| 88 | 7         | Bart, das innere Ich       | Bart’s Inner Child                                                           | 11. Nov. 1993          | 15. Apr. 1995                         | Bob Anderson    | George Meyer                                                                      | 1F05   |
| Krusty verschenkt sein Trampolin an Homer, dass jedoch nur Unglück zu bringen scheint. Ein Therapeut überredet die ganze Stadt in einem Selbstfindungsseminar, sich so zu verhalten wie Bart: „Tut, wonach euch ist“. Dies gerät bei einem Stadtfest allerdings außer Kontrolle. |           |                            |                                                                              |                        |                                       |                 |                                                                                   |        |
| 89 | 8         | Auf Wildwasserfahrt        | Boy-Scoutz N the Hood                                                        | 18. Nov. 1993          | 16. Apr. 1995                         | Jeffrey Lynch   | Dan McGrath                                                                       | 1F06   |
| Bart tritt auf einem Squishee-Trip den Pfadfindern bei – unter der Führung von Ned Flanders. Eine im Zuge dessen stattfindende Vater-Sohn-Kanutour gerät außer Kontrolle. |           |                            |                                                                              |                        |                                       |                 |                                                                                   |        |
| 90 | 9         | Homer liebt Mindy          | The Last Temptation of Homer                                                 | 9. Dez. 1993           | 22. Apr. 1995                         | Carlos Baeza    | Frank Mula                                                                        | 1F07   |
| Eine neue Mitarbeiterin im Atomkraftwerk macht Homer Probleme, da sie die gleichen Interessen wie er selbst hat und sich daher in ihn verliebt. Währenddessen machen eine Brille, ein Paar dicke Schuhe und Haargel Bart für zwei Wochen zum Streber. |           |                            |                                                                              |                        |                                       |                 |                                                                                   |        |
| 91 | 10        | Vom Teufel besessen        | $pringfield (Or, How I Learned to Stop Worrying and Love Legalized Gambling) | 16. Dez. 1993          | 23. Apr. 1995                         | Wes Archer      | Bill Oakley & Josh Weinstein                                                      | 1F08   |
| Mr. Burns eröffnet ein Casino, in dem Homer als Kartengeber arbeitet und Marge langsam aber sicher spielsüchtig wird. |           |                            |                                                                              |                        |                                       |                 |                                                                                   |        |
| 92 | 11        | Die Springfield Bürgerwehr | Homer the Vigilante                                                          | 6. Jan. 1994           | 29. Apr. 1995                         | Rich Moore      | John Swartzwelder                                                                 | 1F09   |
| Der Katzeneinbrecher treibt in Springfield sein Unwesen, weshalb Homer eine Bürgerwehr organisiert. |           |                            |                                                                              |                        |                                       |                 |                                                                                   |        |
| 93 | 12        | Bart wird berühmt          | Bart Gets Famous                                                             | 3. Feb. 1994           | 30. Apr. 1995                         | Susie Dietter   | John Swartzwelder                                                                 | 1F11   |
| Bart zerstört während der Sendung eine Show bei Krusty. Mit dem darauffolgenden Slogan „Ich hab nichts gemacht“ macht Bart eine Blitzkarriere – was ebenso schnell wieder vorbei ist. |           |                            |                                                                              |                        |                                       |                 |                                                                                   |        |
| 94 | 13        | Apu, der Inder             | Homer and Apu                                                                | 10. Feb. 1994          | 6. Mai 1995                           | Mark Kirkland   | Greg Daniels                                                                      | 1F10   |
| Apu verliert seinen Job im Kwik-E-Markt, weil er Homer verdorbenes Fleisch verkauft hat. Zunächst bietet er den Simpsons an, sich ihnen als Diener zur Verfügung zu stellen. Homer beschließt Apu zu helfen, und reist mit ihm nach Indien. |           |                            |                                                                              |                        |                                       |                 |                                                                                   |        |
| 95 | 14        | Lisa kontra Malibu Stacy   | Lisa vs. Malibu Stacy                                                        | 17. Feb. 1994          | 13. Mai 1995                          | Jeff Lynch      | Bill Oakley & Josh Weinstein                                                      | 1F12   |
| Nachdem Lisa über die neue sprechende Malibu Stacey enttäuscht ist, kreiert sie eine eigene Puppe und nennt sie „Lisa Löwenherz“. Währenddessen arbeitet Grandpa bei Krusty Burger. |           |                            |                                                                              |                        |                                       |                 |                                                                                   |        |
| 96 | 15        | Homer, der Weltraumheld    | Deep Space Homer                                                             | 24. Feb. 1994          | 20. Mai 1995                          | Jeff Lynch      | David Mirkin                                                                      | 1F13   |
| Homer wird Astronaut einer NASA-Mission im Weltall. Als Homer eine Tüte Kartoffelchips öffnet, kommt es in dem Raumschiff zu Komplikationen. |           |                            |                                                                              |                        |                                       |                 |                                                                                   |        |
| 97 | 16        | Homie und Neddie           | Homer Loves Flanders                                                         | 17. März 1994          | 27. Mai 1995                          | Wes Archer      | David Richardson                                                                  | 1F14   |
| Flanders erlangt zwei begehrte Footballkarten und lädt Homer zum Spiel ein. Homer schließt nun Freundschaft mit Ned Flanders, den er zuvor jahrelang gehasst hat, bis Homers neue Anhänglichkeit sogar diesem zu viel wird. |           |                            |                                                                              |                        |                                       |                 |                                                                                   |        |
| 98 | 17        | Bart gewinnt Elefant!      | Bart Gets an Elephant                                                        | 31. März 1994          | 3. Juni 1995                          | Jim Reardon     | John Swartzwelder                                                                 | 1F15   |
| Bart gewinnt bei einem Radioquiz einen Elefanten, den er Stampfi nennt und im Garten hält. Es kostet jedoch viel Geld, um den Elefanten füttern zu können. |           |                            |                                                                              |                        |                                       |                 |                                                                                   |        |
| 99 | 18        | Burns Erbe                 | Burns’ Heir                                                                  | 14. Apr. 1994          | 10. Juni 1995                         | Mark Kirkland   | Jace Richdale                                                                     | 1F16   |
| Mr. Burns sucht einen Erben und findet in Bart eine verwandte (böse) Seele. Er will aber, dass bis zu seinem Tod Bart bei ihm wohnt und nach seinem Vorbild formen. Als Burns von ihm verlangt, seinen eigenen Vater zu kündigen, wendet sich Bart von ihm ab. |           |                            |                                                                              |                        |                                       |                 |                                                                                   |        |
| 100 | 19        | Freund oder Feind!         | Sweet Seymour Skinner’s Baadasssss Song                                      | 28. Apr. 1994          | 17. Juni 1995                         | Bob Anderson    | Bill Oakley & Josh Weinstein                                                      | 1F18   |
| Bart sorgt aus Versehen dafür, dass Rektor Skinner gefeuert wird, als er seinen Hund Knecht Ruprecht in die Schule mitbringt. Daraufhin wird Ned Flanders zum neuen Rektor ernannt. Bart hat aber ein schlechtes Gewissen und verbringt ein wenig Zeit mit Skinner. In der Zeit herrschen in der Schule chaotische Zustände, da Ned nicht mit den Schülern umgehen kann. Als Skinner zur Armee zurückkehrt, ist Bart betrübt, da er seinen Freund und Feind verloren hat. Doch dieser ist ebenfalls enttäuscht und kommt wieder zurück, nachdem Ned aus religiösen Gründen gefeuert wird. Die hundertste Folge der TV-Serie. |           |                            |                                                                              |                        |                                       |                 |                                                                                   |        |
| 101 | 20        | Bart packt aus             | The Boy Who Knew Too Much                                                    | 5. Mai 1994            | 24. Juni 1995                         | Jeffrey Lynch   | John Swartzwelder                                                                 | 1F19   |
| Der Neffe des Bürgermeisters ist wegen Körperverletzung an dem französischen Kellner LaCoste angeklagt und Bart kann bezeugen, dass er unschuldig ist – muss aber gestehen, dass er die Schule geschwänzt hat. |           |                            |                                                                              |                        |                                       |                 |                                                                                   |        |
| 102 | 21        | Liebhaber der Lady B.      | Lady Bouvier’s Lover                                                         | 12. Mai 1994           | 1. Juli 1995                          | Wes Archer      | Bill Oakley & Josh Weinstein                                                      | 1F21   |
| Homers Vater Grandpa und Marges Mutter Jacqueline sind ineinander verliebt. Dann macht jedoch Mr. Burns Mrs. Bouvier den Hof und die beiden wollen schließlich heiraten. Grandpa erscheint und brennt wie im Film Die Reifeprüfung mit der Braut durch. |           |                            |                                                                              |                        |                                       |                 |                                                                                   |        |
| 103 | 22        | Ehegeheimnisse             | Secrets of a Successful Marriage                                             | 19. Mai 1994           | 8. Juli 1995                          | Carlos Baeza    | Greg Daniels                                                                      | 1F20   |
| Homer lehrt seiner Klasse an der städtischen Volkshochschule die Grundsätze einer erfolgreichen Ehe. Die Schüler aber wollen mehr über Marge und Homer wissen. Schließlich scheint ganz Springfield das Intimleben der Simpsons zu kennen. Als Strafe setzt sie Homer vor die Tür, welcher ins Baumhaus einzieht. |           |                            |                                                                              |                        |                                       |                 |                                                                                   |        |